# Baía Doolette

A Baía Doolette é uma baía situada na junção do lado ocidental da geleira Ninnis com o continente antártico. Foi descoberta pela Expedição Antártica Australasiática (1911–14) sob o comando de Douglas Mawson, que a batizou com o nome de G.P. Doolette de Perth, um patrono da expedição.
 Este artigo incorpora material em domínio público  de United States Geological Survey   , documento "Baía Doolette" (conteúdo do Geographic Names Information System).